# Kriechbaumerella ayyari
Kriechbaumerella ayyari är en stekelart som först beskrevs av Charles Joseph Gahan 1919.  Kriechbaumerella ayyari ingår i släktet Kriechbaumerella och familjen bredlårsteklar. Inga underarter finns listade i Catalogue of Life.